# Кремлево (село, Рязанская область)
Кремлево — село в Скопинском районе Рязанской области России, входит в состав Павелецкого городского поселения.

## География
Село расположено в 3 км на восток от центра поселения рабочего посёлка Павелец и в 21 км на запад от райцентра города Скопин.

## История
В качестве починка, в котором селятся вновь, Кремлево упоминается в списке с Ряжских писцовых книг 1629—1630 годов в числе вотчин, бывших за боярином Иваном Никитичем Романовым; в переписных Ряжских книгах 1646 года оно уже значится селом с 72 крестьянскими дворами. При бывшей в том селе церкви «Собор Архистратига Божия Михаила» в окладных книгах 1676 года показано церковной пашни 19 четвертей в поле, сенных покосов на 50 копен; в приходе к той церкви, состоявшем из одного села, 104 двора крестьянских, 10 бобыльских и всего 117 дворов, со включением 3 дворов причта. Вместо поставленной в XVIII столетии в селе Кремлеве Архангельской церкви, в конце XVIII столетия построена была другая, перенесенная из города Скопина. В 1782 году октября 17 дня села Кремлева иерей Харитон Федоров, по требованию Консистории, прислал от себя заявление о том, что прихожане его «перенесть» Сретенскую церковь в село Кремлево желают и оная церковь в том их селе состроена быть имеет, на что крестьяне и согласие положили и отмены иметь не будут и о том он иерей Харитон «показует» по справедливости. При всем том, только в 1784 году Сретенская церковь была перевезена и поставлена в селе Кремлеве на предположенном месте; освящение её совершено было 8 ноября того же года. Последняя деревянная Архангельская церковь построена в 1854 году, а находившаяся при ней колокольня существовала с 1784 года. Новая колокольня была пристроена в 1865 году. В 1876 году церковь была обнесена каменной оградой, внутри которой была построена караулка. В приходе была одна земская школа. Новая каменная церковь начала строиться в 1905 году. В 1914 году у неё рухнули внутренние своды. Вновь отстроена и освящена в 1917 году. В конце января 1938 года церковь закрыли, священника Ивана Пронского спасла семья сельского активиста Петра Музланова, предупредив о предстоящем аресте и дав возможность накануне ареста покинуть село.
В XIX — начале XX века село входило в состав Павелецкой волости Скопинского уезда Рязанской губернии. В 1906 году в селе было 457 дворов.
С 1929 года село являлось центром Кремлевского сельсовета Горловского района Рязанского округа Московской области, с 1937 года — в составе Рязанской области, с 1959 года — в составе Скопинского района, с 2005 года — в составе Павелецкого городского поселения.

## Население
| 1859 | 1897  | 1906  | 2010 | 2023 |
| ---- | ----- | ----- | ---- | ---- |
| 1932 | ↗2705 | ↗2816 | ↘254 | ↘225 |

## Достопримечательности
В селе расположена действующая Архангельская церковь (1917).